# Jon Tenney
 (juillet 2025).
Si vous disposez d'ouvrages ou d'articles de référence ou si vous connaissez des sites web de qualité traitant du thème abordé ici, merci de compléter l'article en donnant les références utiles à sa vérifiabilité et en les liant à la section « Notes et références ».
Pour les articles homonymes, voir Tenney.
Jonathan « Jon » Tenney, né le 16 décembre 1961 à Princeton, dans le New Jersey, est un acteur et réalisateur américain.

## Biographie
Marié de mai 1994 à mars 2003 à l'actrice Teri Hatcher. Ils ont une fille, Emerson Rose, née le 10 novembre 1997.
Il est marié avec la productrice Leslie Urdang depuis le 16 juin 2012.[réf. nécessaire]

### Acteur

#### Cinéma
- 1991 : La Liste noire d'Irwin Winkler : Shopper Husband
- 1993 : Tombstone de George Pan Cosmatos : Behan
- 1993 : Watch It (en) : Michael
- 1994 : Le Flic de Beverly Hills 3 de John Landis : Levine
- 1994 : Lassie : Des amis pour la vie de Daniel Petrie  : Steve Turner
- 1995 : Nixon : Reporter #1
- 1995 : Sauvez Willy 2 : John Milner
- 1996 : Hollywood Boulevard : Joey
- 1996 : Le Fantôme du Bengale : Jimmy Wells
- 1996 : The Twilight of the Golds : Rob Stein
- 1997 : Coup de foudre et conséquences de Andy Tennant : Jeff
- 1997 : Lovelife (en) : Alan
- 1998 : Homegrown : Helicopter Pilot
- 1998 : Le 'Cygne' du destin (en) (Music from Another Room) : Eric
- 1998 : With Friends Like These... (en) : Dorian Mastandrea
- 1999 : Advice from a Caterpillar : Suit
- 1999 : Entropy : Kevin
- 2000 : Tu peux compter sur moi de Kenneth Lonergan : Bob
- 2002 : Le Coup de Vénus (Buying the Cow) : Andrew Hahn
- 2003 : Second Born : Leo
- 2005 : Looking for Comedy in the Muslim World (en) : Mark
- 2009 : Le Beau-père : Jay
- 2010 : Légion : Howard Anderson
- 2010 : Rabbit Hole : Rick
- 2010 : Radio Free Albemuth : FBI Agent #1
- 2011 : Green Lantern : Martin Jordan
- 2011 : Hide Away (en) : The Divorced Man
- 2013 : As Cool as I Am : Bob
- 2014 : Une seconde chance : Harvey Collier
- 2015 : Love the Coopers de Jessie Nelson : Dr. Morrissey
- 2018 : The Seagull (en)
- 2019 : I See You de Adam Randall : Greg Harper

#### Courts-métrages
- 1994 : Assassination
- 2002 : 40

#### Télévision

##### Séries télévisées
- 1986 : Spenser : Garrett
- 1988 : Les douze salopards (Dirty Dozen: The Series) : Janosz Feke
- 1989 : Murphy Brown : Josh Silverberg
- 1990-1991 : Equal Justice : Peter Bauer
- 1993 : Crime & Punishment : Ken O'Donnell
- 1993 : Les contes de la crypte : Alex
- 1995 : Presque parfaite : Adams / Tony Madden
- 1996 : Cybill : Jack
- 1996 : Good Company : Will Hennessey
- 1996 : Lois & Clark: Les nouvelles aventures de Superman : Ching / Dave Miller
- 1997 : Au-delà du réel - l'aventure continue : Aiden Hunter
- 1997-1998 : Brooklyn South : Patrol Sgt. Francis X. Donovan
- 1999-2000 : La Famille Green : Mitch Green
- 2001 : Kristin : Tommy Ballantine
- 2001 : Will & Grace : Paul Truman
- 2004 : Division d'élite : Hank Riley
- 2004 : FBI - Portés disparus : Mr. Benjamin Palmer
- 2004 : Joint Custody : Henry
- 2004 : Les experts : Charlie Macklin
- 2004 : Washington Police : Dan Lustig
- 2005 : Masters of Horror : David Murch
- 2005-2012 : The Closer: L.A.: Enquêtes prioritaires : Fritz Howard
- 2009 : American Dad! : Père Carrington / Lawyer #2 / Man
- 2009-2010 : Brothers & Sisters : Dr. Simon Craig
- 2012 : The Newsroom : Wade Campbell
- 2012-2018 : Major Crimes : Fritz Howard
- 2013 : King & Maxwell : Sean King
- 2014-2016 : Scandal[1] : Andrew Nichols
- 2015-2017 : Hand of God : Nick Tramble
- 2017 : Longmire : FBI Agent Vance
- 2018 : The Romanoffs : Peter

##### Téléfilms
- 1987 : Avenger : Stu
- 1988 : Un quartier d'enfer : Todd Hansen
- 1990 : Objectif meurtre : Martin
- 1991 : Daughters of Privilege : Eric Swope
- 1996 : L'anneau de Cassandra : Paul Liebman
- 1999 : Love American Style : David (segment "Love And The Jealous Lover")
- 2003 : Sixteen to Life : Joe
- 2017 : Une famille en morceaux (Story of a Girl) de Kyra Sedgwick : Ray

### Réalisateur

#### Séries télévisées
- 2012 : The Closer: L.A.: Enquêtes prioritaires
- 2012-2015 : Major Crimes